# Trofeu dels Presidents
El Trofeu dels Presidents (Presidents' Trophy en anglès, Trophée des présidents en francès) és el trofeu que guanya el campió de la lliga regular de la Lliga Nacional d'Hoquei, l'equip que finalitza amb el millor balanç de victòries i amb més punts al final de la temporada regular.
Es va instaurar al principi de la temporada 1985-86 per la junta directiva de l'NHL. Abans d'això el millor equip de la temporada regular tenia el dret a portar un distintiu a la samarreta amb la llegenda "Campions de Lliga de l'NHL". L'equip guanyador també era premiat amb 350.000 dòlars canadencs, a repartir entre l'equip i els jugadors. L'hoquei sobre gel és l'únic dels quatre grans esports de l'Amèrica del Nord que entrega un premi al campió de la lliga regular, encara que l'NBA també dona diners a l'equip que finalitza la lliga regular amb el millor balanç.

## Guanyadors del Trofeu dels Presidents
| Any     | Equip                                                     | Punts                                                     | Playoffs                                                             |
| ------- | --------------------------------------------------------- | --------------------------------------------------------- | -------------------------------------------------------------------- |
| 2021-22 | Florida Panthers                                          | 122 Punts                                                 | Perden en la segona ronda                                            |
| 2020-21 | Colorado Avalanche                                        | 82 Punts                                                  | Perden en la segona ronda                                            |
| 2019-20 | Boston Bruins                                             | 100 Punts                                                 | Perden en la segona ronda davant els Tampa Bay Lightning             |
| 2018-19 | Tampa Bay Lightning                                       | 128 Punts                                                 | Perden en la primera ronda davant els Columbus Blue Jackets          |
| 2017-18 | Nashville Predators                                       | 117 Punts                                                 | Perden en la segona ronda davant els Winnipeg Jets                   |
| 2016-17 | Washington Capitals                                       | 118 Punts                                                 | Perden en la segona ronda davant els Pittsburgh Penguins             |
| 2015-16 | Washington Capitals                                       | 120 Punts                                                 | Perden en la segona ronda davant els Pittsburgh Penguins             |
| 2014-15 | New York Rangers                                          | 113 Punts                                                 | Perden en les finals de conferència davant els Tampa Bay Lightning   |
| 2013-14 | Boston Bruins                                             | 117 Punts                                                 | Perden en la segona ronda davant els Montreal Canadiens              |
| 2012-13 | Chicago Blackhawks                                        | 77 Punts                                                  | Guanyen la Copa Stanley davant els Boston Bruins                     |
| 2011-12 | Vancouver Canucks                                         | 111 Punts                                                 | Perden en la primera ronda davant els Los Angeles Kings              |
| 2010-11 | Vancouver Canucks                                         | 117 Punts                                                 | Perden en la final de la Copa Stanley davant els Boston Bruins       |
| 2009-10 | Washington Capitals                                       | 121 Punts                                                 | Perden en la primera ronda davant els Montreal Canadiens             |
| 2008-09 | San Jose Sharks                                           | 117 Punts                                                 | Perden en la primera ronda davant els Anaheim Ducks                  |
| 2007-08 | Detroit Red Wings                                         | 115 Punts                                                 | Guanyen la Copa Stanley davant els Pittsburgh Penguins               |
| 2006-07 | Buffalo Sabres                                            | 113 Punts                                                 | Perden en les finals de Conferència davant els Ottawa Senators       |
| 2005-06 | Detroit Red Wings                                         | 124 Punts                                                 | Perden en la primera ronda davant els Edmonton Oilers                |
| 2004-05 | Vacant per la temporada suspesa per la vaga dels jugadors | Vacant per la temporada suspesa per la vaga dels jugadors | Vacant per la temporada suspesa per la vaga dels jugadors            |
| 2003-04 | Detroit Red Wings                                         | 109 Punts                                                 | Perden en les semifinals de conferència davant els Calgary Flames    |
| 2002-03 | Ottawa Senators                                           | 113 Punts                                                 | Perden en les finals de conferència davant els New Jersey Devils     |
| 2001-02 | Detroit Red Wings                                         | 116 Punts                                                 | Guanyen la Copa Stanley davant els Carolina Hurricanes               |
| 2000-01 | Colorado Avalanche                                        | 118 Punts                                                 | Guanyen la Copa Stanley davant els New Jersey Devils                 |
| 1999-00 | Saint Louis Blues                                         | 114 Punts                                                 | Perden en la primera ronda davant els San Jose Sharks                |
| 1998-99 | Dallas Stars                                              | 114 Punts                                                 | Guanyen la Copa Stanley davant els Buffalo Sabres                    |
| 1997-98 | Dallas Stars                                              | 109 Punts                                                 | Perden en les finals de conferència davant els Detroit Red Wings     |
| 1996-97 | Colorado Avalanche                                        | 107 Punts                                                 | Perden en les finals de conferència davant els Detroit Red Wings     |
| 1995-96 | Detroit Red Wings                                         | 131 Punts                                                 | Perden en les finals de conferència davant els Colorado Avalanche    |
| 1994-95 | Detroit Red Wings                                         | 70 Punts                                                  | Perden en la final de la Copa Stanley davant els New Jersey Devils   |
| 1993-94 | New York Rangers                                          | 112 Punts                                                 | Guanyen la Copa Stanley davant els Vancouver Canucks                 |
| 1992-93 | Pittsburgh Penguins                                       | 119 Punts                                                 | Perden en les finals de divisió davant els New York Islanders        |
| 1991-92 | New York Rangers                                          | 105 Punts                                                 | Perden en les finals de divisió davant els Pittsburgh Penguins       |
| 1990-91 | Chicago Blackhawks                                        | 106 Punts                                                 | Perden en les semifinals de divisió davant els Minnesota North Stars |
| 1989-90 | Boston Bruins                                             | 101 Punts                                                 | Perden en la final de la Copa Stanley davant els Edmonton Oilers     |
| 1988-89 | Calgary Flames                                            | 117 Punts                                                 | Guanyen la Copa Stanley davant els Montreal Canadiens                |
| 1987-88 | Calgary Flames                                            | 105 Punts                                                 | Perden en les finals de divisió davant els Edmonton Oilers           |
| 1986-87 | Edmonton Oilers                                           | 106 Punts                                                 | Guanyen la Copa Stanley davant els Philadelphia Flyers               |
| 1985-86 | Edmonton Oilers                                           | 119 Punts                                                 | Perden en les finals de divisió davant els Calgary Flames            |

1. ↑  Els Bruins només van jugar 70 partits a la temporada 2019-20 a causa de la pandèmia COVID-19.

## Campions de la lliga regular abans de la temporada 1985-86
- 1984-85 Philadelphia Flyers
- 1983-84 Edmonton Oilers
- 1982-83 Boston Bruins
- 1981-82 New York Islanders
- 1980-81 New York Islanders
- 1979-80 Philadelphia Flyers
- 1978-79 New York Islanders
- 1977-78 Montreal Canadiens
- 1976-77 Montreal Canadiens
- 1975-76 Montreal Canadiens
- 1974-75 Philadelphia Flyers
- 1973-74 Boston Bruins
- 1972-73 Montreal Canadiens
- 1971-72 Boston Bruins
- 1970-71 Boston Bruins
- 1969-70 Chicago Blackhawks
- 1968-69 Montreal Canadiens
- 1967-68 Montreal Canadiens
- 1966-67 Chicago Blackhawks
- 1965-66 Montreal Canadiens
- 1964-65 Detroit Red Wings
- 1963-64 Montreal Canadiens
- 1962-63 Toronto Maple Leafs
- 1961-62 Montreal Canadiens
- 1960-61 Montreal Canadiens
- 1959-60 Montreal Canadiens
- 1958-59 Montreal Canadiens
- 1957-58 Montreal Canadiens
- 1956-57 Detroit Red Wings
- 1955-56 Montreal Canadiens
- 1954-55 Detroit Red Wings
- 1953-54 Detroit Red Wings
- 1952-53 Detroit Red Wings
- 1951-52 Detroit Red Wings
- 1950-51 Detroit Red Wings
- 1949-50 Detroit Red Wings
- 1948-49 Detroit Red Wings
- 1947-48 Toronto Maple Leafs
- 1946-47 Montreal Canadiens
- 1945-46 Montreal Canadiens
- 1944-45 Montreal Canadiens
- 1943-44 Montreal Canadiens
- 1942-43 Detroit Red Wings
- 1941-42 New York Rangers
- 1940-41 Boston Bruins
- 1939-40 Boston Bruins
- 1938-39 Boston Bruins
- 1937-38 Boston Bruins
- 1936-37 Detroit Red Wings
- 1935-36 Detroit Red Wings
- 1934-35 Toronto Maple Leafs
- 1933-34 Toronto Maple Leafs
- 1932-33 Boston Bruins
- 1931-32 Montreal Canadiens
- 1930-31 Boston Bruins
- 1929-30 Boston Bruins
- 1928-29 Montreal Canadiens
- 1927-28 Montreal Canadiens
- 1926-27 Ottawa Senators
- 1925-26 Ottawa Senators
- 1924-25 Hamilton Tigers
- 1923-24 Ottawa Senators
- 1922-23 Ottawa Senators
- 1921-22 Ottawa Senators
- 1920-21 Toronto St. Patricks
- 1919-20 Ottawa Senators
- 1918-19 Ottawa Senators
- 1917-18 Montreal Canadiens i Toronto Arenas (empatats)